# Kroktjärnen (Ljusnarsbergs socken, Västmanland)
Kroktjärnen är en sjö i Ljusnarsbergs kommun i Västmanland och ingår i Norrströms huvudavrinningsområde.